# Lenka Reinerová
Lenka Reinerová (17. května 1916 Karlín – 27. června 2008 Praha) byla česká německy píšící spisovatelka, překladatelka, novinářka. Byla poslední žijící představitelkou pražské německé literární scény.

## Život
Narodila se 17. května 1916 v Karlíně (tehdy samostatném městě) do česko-německo-židovské rodiny. Navštěvovala Stephans-Gymnasium, tj. Německé státní reálné gymnázium ve Štěpánské ulici. V necelých šestnácti letech musela vinou špatné finanční situace rodiny ukončit studium a nastoupit do zaměstnání, a tak i přestože měla talent a zájem pokračovat později ve studiu, nemohla tak učinit. Tato i další sociální nespravedlnosti, ji přiměly ke vstupu do Komunistické strany. Tehdy pracovala tři roky jako úřednice v evidenci v kanceláři papírenské firmy Oskar Stein (spolu s Jaroslavem Foglarem). Ve stejné budově sídlilo exilové nakladatelství Malik, jeho šéfredaktorem byl Wieland Herzfelde.
V roce 1935 nechal židovský básník Rudolf Fuchs uveřejnit její první báseň v deníku Prager Tagblatt. V letech 1936–38 pracovala jako novinářka v pražské redakci emigrantského časopisu Arbeiter Illustrierte Zeitung (vycházel v Praze v letech 1933–1938 v němčině pro německé emigranty, kteří utekli po roce 1933 z Hitlerovy Třetí říše; šéfredaktorem byl Franz Carl Weiskopf).
Pro svůj židovský původ a politickou orientaci se nevrátila po obsazení 14. března 1939 do ČSR z návštěvy u přátel v Bukurešti a podařilo se jí uprchnout do Paříže, kde nejprve bydlela ve Versailles ve stejném hotelu jako Egon Erwin Kisch a jeho manželka Gisl. Dne 18. září 1939 byla spolu s dalšími více než 20 českými emigranty (mnozí z nich byli apolitičtí) zatčena u snídaně policií převlečenou do civilu a internována nejdříve v pařížském ženském vězení Petite Roquette, kde strávila 6 měsíců v samovazbě a posléze v ženském internačním táboře Rieucros v jižní Francii. Po nejprve nezdařeném pokusu přeplavit se do Mexika byla opět vězněna v uprchlických táborech francouzského kolaborantského (tzv. vichistického) režimu ve francouzské západní Africe (Qued-Zem a Sidi-el-Ajachi v dnešním Maroku, 1939–1941), ale s pomocí přátel se jí podařilo pokračovat do Mexika, kde pracovala na velvyslanectví československé exilové vlády a kde se provdala za jugoslávského lékaře MUDr. Theodora Balka (1900–1974, původním jménem Dragutin Fodor), který předtím bojoval s francouzskou interbrigádou ve španělské občanské válce a v šedesátých letech pak vedl vydávání pražského německého deníku Aufbau und Frieden.

## Život po válce

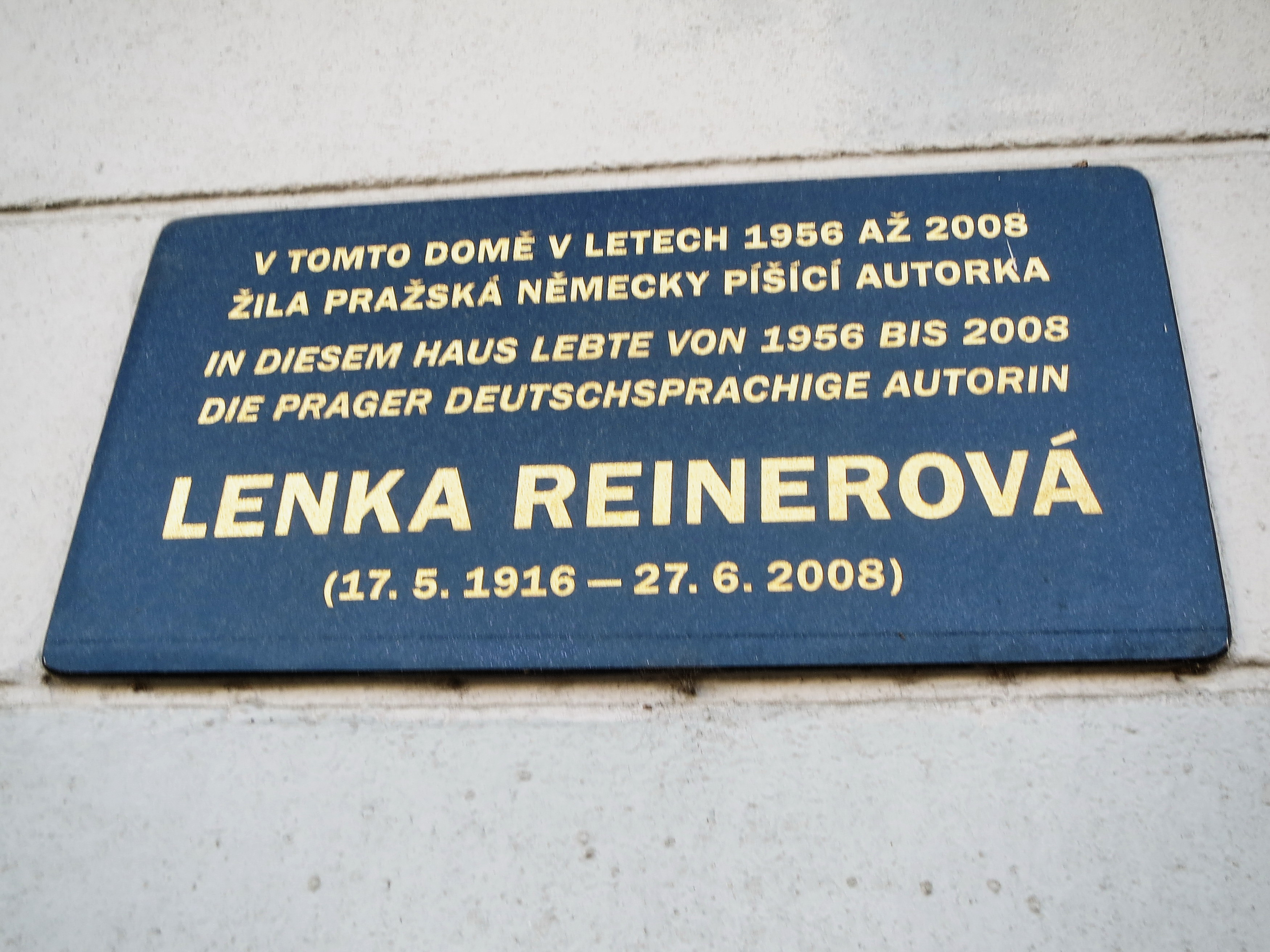
Pamětní deska na domě v Praze 5, Plzeňské ulici.

Po válce se vrátila do Evropy a vzhledem k tomu, že všech jedenáct členů její rodiny zavraždili nacisté v Terezíně, v Osvětimi a Birkenau, vrátila se s manželem tam, kde byl doma on, do jugoslávského Bělehradu (1945–48). Mnozí další lékaři, kteří působili s manželem Reinerové v interbrigádách ve španělské občanské válce, zastávali v poválečné Jugoslávii vysoké funkce. Jeho zdravotní stav však byl natolik špatný, že ošetřující lékaři hovořili o hrozbě smrti. Reinerová pak prostřednictvím československé ambasády zařídila léčbu manžela v Československu, kde již předtím plánovala s dcerou návštěvu rodiny. Kvůli sovětsko-jugoslávské roztržce se však rodina do Jugoslávie vrátit nemohla.
V letech 1948–1951 zastávala Reinerová různé funkce ve vedení skupiny jugoslávské politické emigrace v Československu, jejímž členem byl také její manžel Teodor Balk. Zatímco Balk byl jako publicista aktivní v kampani proti Stalinem odsouzené Titově klice, působila Reinerová jako spojka mezi emigranty a sekretariátem ÚV KSČ. V emigrantské skupině prosazovala podle instrukcí vedoucího mezinárodního oddělení a šéfa sekretariátu ÚV KSČ Bedřicha Gemindera (v listopadu 1952 odsouzeného k trestu smrti v procesu s Protistátním spikleneckým centrem) linii československého stranického vedení směřující k pevnější kontrole a k usměrňování aktivit emigrantů. V létě 1951 ovšem byla Reinerová pod nátlakem moskevského koordinačního centra jugoslávské politické emigrace svých úkolů v této oblasti zbavena. Poté přešla na práci v zahraničním vysílání Československého rozhlasu.
V letech 1952–53 strávila patnáct měsíců ve vyšetřovací vazbě v Ruzyni pro podezření z trockismu, sionismu a proto, že za války v Paříži spolupracovala s Janem Švermou (v té době měla doma malou dceru). Po propuštění pracovala v Pardubicích jako prodavačka skla. Snažila se o návrat do veřejného života, např. spoluprací s československými germanisty, jako Eduard Goldstücker. Účastnila se kafkovské konference na zámku v Liblicích (1963), která byla později označena za výhybku vedoucí k pražskému jaru. V roce 1964 se dočkala rehabilitace, tehdy už byla šéfredaktorkou časopisu Im Herzen Europas (1958–1970; časopis vydáván ministerstvem zahraničních věcí, ale pro cizinu, tj. pro Německo), kde uveřejnila mj. i první německý překlad úryvků z Havlovy Zahradní slavnosti.
Její veřejné vystoupení na protestním shromáždění Svazu novinářů ve velkém sále Lucerny na podzim roku 1968, kdy přednesla projev mj. o svých dlouholetých zkušenostech ze střetů s agresivitou moci, v nichž se nedobrovolně ocitla během svého života několikrát a v různých zemích a kde apelovala na „lidskou tvář“ žurnalistů, mělo na její život dopad za normalizace (prověrky, kádrování, represe). V roce 1970 ji postihl zákaz publikovat i pracovat v jakékoli redakci, byla opět vyhozena ze zaměstnání, směla pouze simultánně tlumočit z němčiny a naopak (1970–89), živila se také překládáním knih pod jiným jménem. Od roku 1983 jí bylo dovoleno vydávat knihy v NDR; dodnes její německy psané knihy vydává berlínské nakladatelství Aufbau.

## Život po sametové revoluci
Jedná se o první nositelku Schillerova prstenu (Schiller-ring 1999), což je jedna z nejprestižnějších cen pro německy píšící autory, udělovaná ve Výmaru. Prezident Václav Havel jí v roce 2001 udělil státní vyznamenání – Medaili Za zásluhy I. řádu (za zásluhu o sbližování české, německé a židovské kultury). V r. 2002 se stala čestnou občankou hlavního města Prahy a v březnu 2003 byla poctěna vysokým německým vyznamenáním, Goetheho medailí. Byla iniciátorkou přípravného výboru pro založení Muzea německy psané literatury v Čechách. Lenka Reinerová přežila tři rakoviny a jejím krédem bylo: „Využít každý den života. “ Až do své smrti žila v Praze a neustále publikovala, převážně ve své mateřštině, tj. v němčině, ačkoli stejně dobře ovládala i češtinu. Její knížky tak vycházejí v českých překladech Olgy Walló a Jany Zoubkové. Proto není oficiálně řazena do české literatury a není uvedena ve Slovníku českých spisovatelů od roku 1945.
Všechny její prózy jsou laděné silně autobiograficky. Sama říkala, že se snažila ze svých osobních traumat vypsat. Povídky Reinerové zahrnují její osobní zážitky z doby, kdy byla vězněna nebo nucena žít v exilu. Její dílo v českých zemích začalo soustavně vycházet až od roku 2001 v nakladatelství Labyrint; účastnila se řady akcí veřejného života, zejména pak veřejných čtení svých textů. Zemřela 27. června 2008 doma v Praze.
Režisér Jiří Věrčák o ní natočil portrét v cyklu GEN – Galerie elity národa (2002), dále dokumentární film Nevšední život Lenky Reinerové (2001), německé televize ARD pořad Mein Prag (1998) a SAT 3 dokument s názvem Zur Person (2001). Přispívala do všech významnějších německých literárních časopisů, do MF Dnes, LN, Literárních novin atd.
Zemřela 27. června 2008 a byla pohřbena na Novém židovském hřbitově v Praze.

## Dílo
- Grenze geschlossen, 1958
- Ein für allemal, 1962
- Der Ausflug zum Schwanensee, 1983
- Es begann in der Melantrichgasse, 1985
- Die Premiere, 1989
- Das Traumcafé einer Pragerin, 1996
- Mandelduft, 1998
- Zu Hause in Prag – manchmal auch anderswo, 2000
- Alle Farben der Sonne und der Nacht, 2005
- Närrisches Prag, 2006
- Das Geheimnis der nächsten Minuten, 2007

- Do němčiny překládala českojazyčné autory.

### Česky vydané překlady její tvorby
- Hranice uzavřeny, 1956
- Barva slunce a noci, 1969, náklad zabaven
- Sklo a porcelán, 1991
- Kavárna nad Prahou, 2001
- Bez adresy, Neskutečně skutečné příběhy, 2001, 2006
- Všechny barvy slunce a noci, 2002
- Vůně mandlí, 2004
- Praha bláznivá, 2005
- Čekárny mého života, 2007
- Lodní lístek, 2009
- Adiós, Španělsko, 2012